# 钝萼繁缕
钝萼繁缕（学名：Stellaria amblyosepala）是石竹科繁缕属的植物。分布在哈萨克、蒙古、俄罗斯以及中国大陆的新疆、内蒙古、甘肃等地，生长于海拔1,800米的地区，一般生长在石质山坡、石砾地或阴坡疏林下，目前尚未由人工引种栽培。